# Коротино
Коротино (укр. Коротине) — село в Шполянском районе Черкасской области Украины.
Население по переписи 2001 года составляло 137 человек. Почтовый индекс — 20653. Телефонный код — 4741.

## Местный совет
20653, Черкасская обл., Шполянский р-н, с. Антоновка